# Northern Rock
Northern Rock (бывший индекс LSE: NRK) — британский банк, основанный в 1965 году. В лучшие времена расцвета банка вкладчики хранили в нём 24 миллиарда фунтов стерлингов своих средств и в нём работало до 6400 человек.
13 октября 2007 года Virgin Group Ричарда Брэнсона изыскала способ присоединения банка Northern Rock к своей империи после подписания соглашения, в результате которого Брэнсон лично стал владельцем 30 % акций компании, сменив её название с Northern Rock на Virgin Money. Тогда газета Daily Mail начала кампанию против его предложения по сделке. Vince Cable предположил в Палате общин, что уголовное преступление Брэнсона в виде уклонения от уплаты налогов может стать для некоторых достаточно веской причиной, чтобы не доверять ему общественные деньги.

## Спонсорство
Компания является официальным клубным спонсором местного футбольного клуба Ньюкасл Юнайтед, местного баскетбольного клуба Ньюкасл Иглз, профессионального гольфиста Пола Илса и др.

## Финансовые проблемы банка
Банк Англии предложил Northern Rock, чрезвычайный заём, после того как компания стала крупнейшей на сегодняшний день в Великобритании жертвой проблем на кредитных рынках. Резкое снижение доступности кредитов, вызванное кризисом в секторе ипотечного кредитования заемщиков с низким рейтингом в США, лишило Northern Rock возможности получать рыночное финансирование, что повлекло за собой мощный провал её акций. Министр финансов Великобритании заявлял 14 сентября 2007 года, что уполномочил Банк Англии предоставить Northern Rock финансовую поддержку в виде краткосрочной кредитной линии.

### Причины
Northern Rock, которая была крупнейшей компанией ипотечного кредитования в Великобритании в I полугодии 2007 года, не имеет в своем портфеле кредитов с низким рейтингом. Однако она оказалась уязвимой в ситуации ограничения ликвидности, поскольку из-за небольшого объёма депозитов вынуждена по большей части финансировать операции через денежные рынки. В отличие от большинства банков, финансирующих свой бизнес из депозитов вкладчиков, бизнес-модель Northern Rock была выстроена вокруг ипотечного кредитования. Большую часть средств банк получал на оптовом кредитном рынке, продавая долги в виде облигаций. Падение спроса на ипотечные облигации (CDO) в США привело к проблемам в финансировании банка. В результате Northern Rock в сентябре был вынужден воспользоваться срочным кредитом Банка Англии, британского центрального банка в размере 3,2 млрд долларов, чтобы сохранить ликвидность.
Стоимость межбанковских кредитов выросла в сентябре 2007 года до самого высокого уровня за 9 лет в связи с сокращением банками взаимного кредитования.

### «Сообщение» от Northern Rock
В сентябре 2007 года, на сайте банка было опубликовано следующее сообщение от Адама Дж. Эпплгарта, исполнительного директора Northern Rock:

Позвольте мне начать с того, что я приношу нашим клиентам свои искренние извинения за беспокойство и неудобства, которые мы причинили вам. Я знаю, как многие из вас, должно быть, волновались.
Сегодня я хочу четко заявить всем клиентам Northern Rock, что мы работаем в обычном режиме.
Мы остаемся эффективно управляемой компанией и продолжаем оставаться безопасным местом для ваших вкладов и кредитов.
Простой факт теперь заключается в том, что Канцлер ясно дал понять, что все существующие вклады в Northern Rock полностью застрахованы Банком Англии и полностью защищены от нынешней нестабильности на финансовых рынках.
Мы работаем день и ночь, чтобы предоставить вам тот уровень обслуживания, который вы ожидаете и заслуживаете. И я хотел бы выразить свою признательность нашим сотрудникам за их работу и самоотверженность в течение последних нескольких трудных дней.
Прежде всего я хотел бы также поблагодарить всех наших клиентов за их поддержку и понимание.
Я также рад сообщить, что любой клиент, который заплатил неустойку за изъятие своих инвестиций, вернет свои деньги обратно, если он повторно инвестирует ту же сумму в тот же тип счета до 5 октября 2007 года.

Это были смутные времена, но Northern Rock победит. Мы вас не подведем.Оригинальный текст (англ.)May I begin by offering our customers my sincere apologies for the anxiety and inconvenience that we have caused you. I know how worried many of you must have been.

Today I want to make it emphatically clear to all Northern Rock customers that we are open for business as usual.
We remain a well-managed company and continue to be a safe place for your savings, loans and mortgages.
The simple fact now is that the Chancellor has made it clear that all existing deposits in Northern Rock are fully backed by The Bank of England and are totally secure during the current instability in the financial markets.
We are all working night and day to provide you with the service that you expect from us and deserve from us. And I would like to express my appreciation to our staff for their work and commitment over the last few difficult days.
Above all I would also like to thank all our customers for their support and understanding.
I am also pleased to announce that any customer who has paid a penalty for withdrawing their investment, will have the penalty refunded if they re-invest the same amount in the same type of account by 5th October 2007.

These have been troubled times but Northern Rock will prevail. We will not let you down.

### Паника среди вкладчиков
Паника, начавшаяся среди вкладчиков банка, лишь усугубила ситуацию, в которую попал банк. За три дня вкладчики сняли со счетов около 6 млрд долларов — еще 20 млрд долларов сбережений могут быть сняты в течение ближайших недель. Паника сопровождалась длинными очередями и местами даже потасовками между клиентами и сотрудниками банка. Масштаб снятия депозитов определяет банк, ставший фактически банкротом, потеряв 80 % капитализации с января 2007 года. На рынке циркулируют слухи, что Northern Rock в ближайшее время может быть продан более крупному банку. Среди возможных покупателей называются банки Lloyds TSB и HSBC Bank.

## Другие компании сектора
- Alliance & Leicester